# 饶乐府站
饶乐府站是一个位于中国北京市房山区城关街道饶乐府村京周路与依山路交叉口西側，属于北京地铁燕房线的地铁车站。燕房线主线（往燕山站方向）和预留的支线（往周口店镇站方向）在该站交汇。车站2017年12月30日随燕房线主线通车而投入使用，而支线则因主线现阶段客流不大而暂缓建设。

## 位置
饶乐府站位于西南六环外，京周路南侧，与京周路平行布置。

## 车站结构

### 车站楼层
饶乐府站为三层高架车站，采用一岛一侧混合式站台设计。
| 地上三层 站台层 | 側式站台，右側開門                 | 側式站台，右側開門                     |
| 地上三层 站台层 | █ 燕房线往燕山（房山城关）         |                                        |
| 地上三层 站台层 | █ 燕房线往阎村东（马各庄）         |                                        |
| 地上三层 站台层 | 岛式站台（站台一侧封住），右侧开门 |                                        |
| 地上三层 站台层 | 预留燕房线支线道床                 |                                        |
| 地上二层 站厅层 | 站厅层                             | 站厅、票务服务、自动售票机、一卡通充值 |
| 地面层          | –                                  | 变电站、A-B出入口                      |

### 车站艺术
站台C墙面设有云居寺主题艺术墙，采用石材图案拼贴的形式勾绘整幅画面，利用石材肌理加上云纹线条，呈现云居寺的深邃幽静，配合云居寺的经典碑文，整个画面浑然天成，体现出装饰的美感。设计中“再游云居寺——嘉庆御书”碑文的运用，得到了房山云居寺文物管理处的大力支持。

## 出入口
|                       |        |                                  |      |            |  |
| 編號                  | 指示   | 建議前往目的地                   | 图片 | 无障碍设施 |  |
| 出口 · A              | 京周路 | 饶乐府新村、饶乐府村委会         |      | 不適用     |  |
| 出口 · B · 升降机标志 | 京周路 | 国家电网城关供电所、公安消防支队 |      |            |  |
| 註： 設有             |        |                                  |      |            |  |